# Amauroderma brasiliense
Amauroderma brasiliense är en svampart som först beskrevs av Rolf Singer, och fick sitt nu gällande namn av Ryvarden 2004. Amauroderma brasiliense ingår i släktet Amauroderma och familjen Ganodermataceae.   Inga underarter finns listade i Catalogue of Life.